# EMedicine
eMedicine és una base de dades de medicina en línia que fou fundada el 1996 per Scott Plantz i Richard Lavely, dos metges. Es basa en el web i es compon de resums clínics sobre les malalties escrits per experts en aquell camp determinat. Comprèn tots els grans àmbits temàtics de totes les 62 subdisciplines de què consisteix la medicina clínica. Cada tema és escrit per un grups de subespecialistes de l'àmbit corresponent i després és revisat per tres subespecialistes extremament qualificats i un redactor farmacològic. La base de dades és llegida per metges d'aproximadament 120 països i és actualitzada periòdicament. El gener del 2006 fou venuda a l'empresa WebMD.